# Життя та дивовижні пригоди Робінзона Крузо
«Життя та дивовижні пригоди Робінзона Крузо» (рос. «Жизнь и удивительные приключения Робинзона Крузо») — радянський пригодницький художній фільм 1972 року режисера Станіслава Говорухіна за мотивами роману Данієля Дефо про Робінзона.

## Сюжет
Після корабельної аварії моряк Робінзон Крузо опиняється на безлюдному острові. Він єдиний хто вижив;— всі інші загинули. На початку його охоплює відчай, але життя продовжується і йому не залишається нічого іншого, окрім як почати облаштовуватись на острові, на щастя частину речей з корабля, що сів на мілину неподалік від берега, вдалося врятувати. Попереду його чекають неймовірні пригоди і багато випробувань.

## В ролях
- Леонід Куравльов — Робінзон Крузо (роль озвучив Олексій Консовський)
- Іраклій Хізанішвілі — П'ятниця
- Євген Жариков — капітан
- Владлен Паулус — Віль Аткінс
- Олексій Сафонов — боцман
- Володимир Маренков — Джек Вудлі
- Валентин Кулик — помічник капітана
- Сергій Габніа — пірат
- В епізодах: Володимир Гусєв, Нурбей Камкиа, Ерменгельд Коновалов, Володимир Мальцев, Ігор Варпа та ін.

## Знімальна група
- Автор сценарію: Фелікс Миронер
- Режисер-постановник: Станіслав Говорухін
- Оператор-постановник: Олег Мартинов
- Художник-постановник: Сергій Юкін
- Звукооператори: Раїса Вацик, Едуард Гончаренко
- Режисер: В. Камінська
- Музика з творів Антоніо Вівальді
- Оригінальна музика: Євген Геворгян, Андрій Геворгян
- Гример: Вячеслав Лаферов
- Монтаж: Валентина Олійник
- Художник-декоратор: Володимир Шинкевич
- Оператори: В. Бородай, В. Брегеда
- Робота з тваринами: В. Бондаревський
- Комбіновані зйомки:
  - художник: Іван Пуленко
  - оператор: Юрій Романовський
- Редактор: І. Алеєвська
- Директор картини: Серафима Беніова

## Фестивалі та премії
- 1973: Всесоюзний кінофестиваль — Перша премія за найкращу операторську роботу (Олег Мартинов)[3]